# Vinaròs

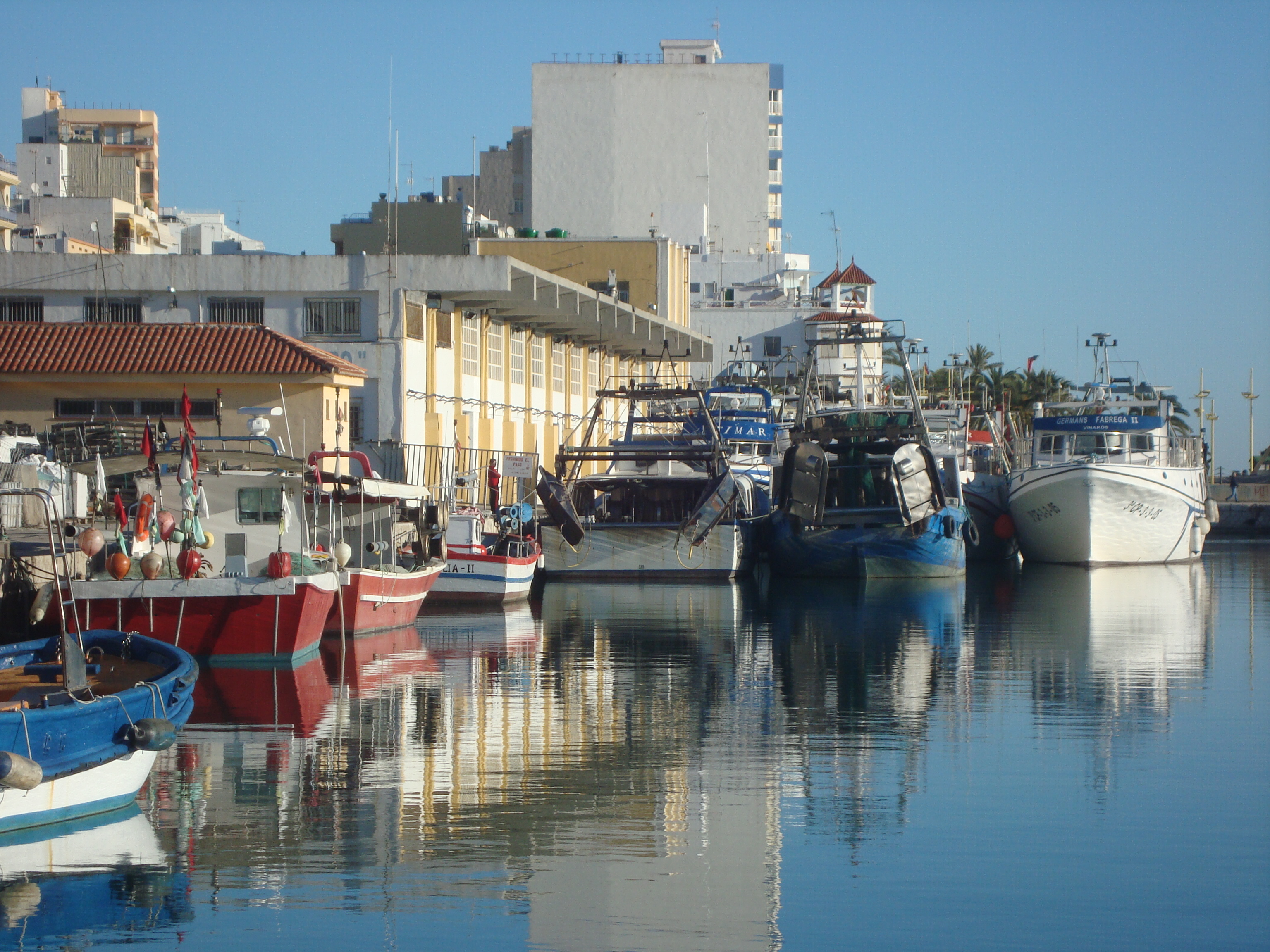
Vinaròs

Vinaròs è un comune spagnolo di 30 000 abitanti situato nella comunità autonoma Valenciana.

## Collegamenti esterni

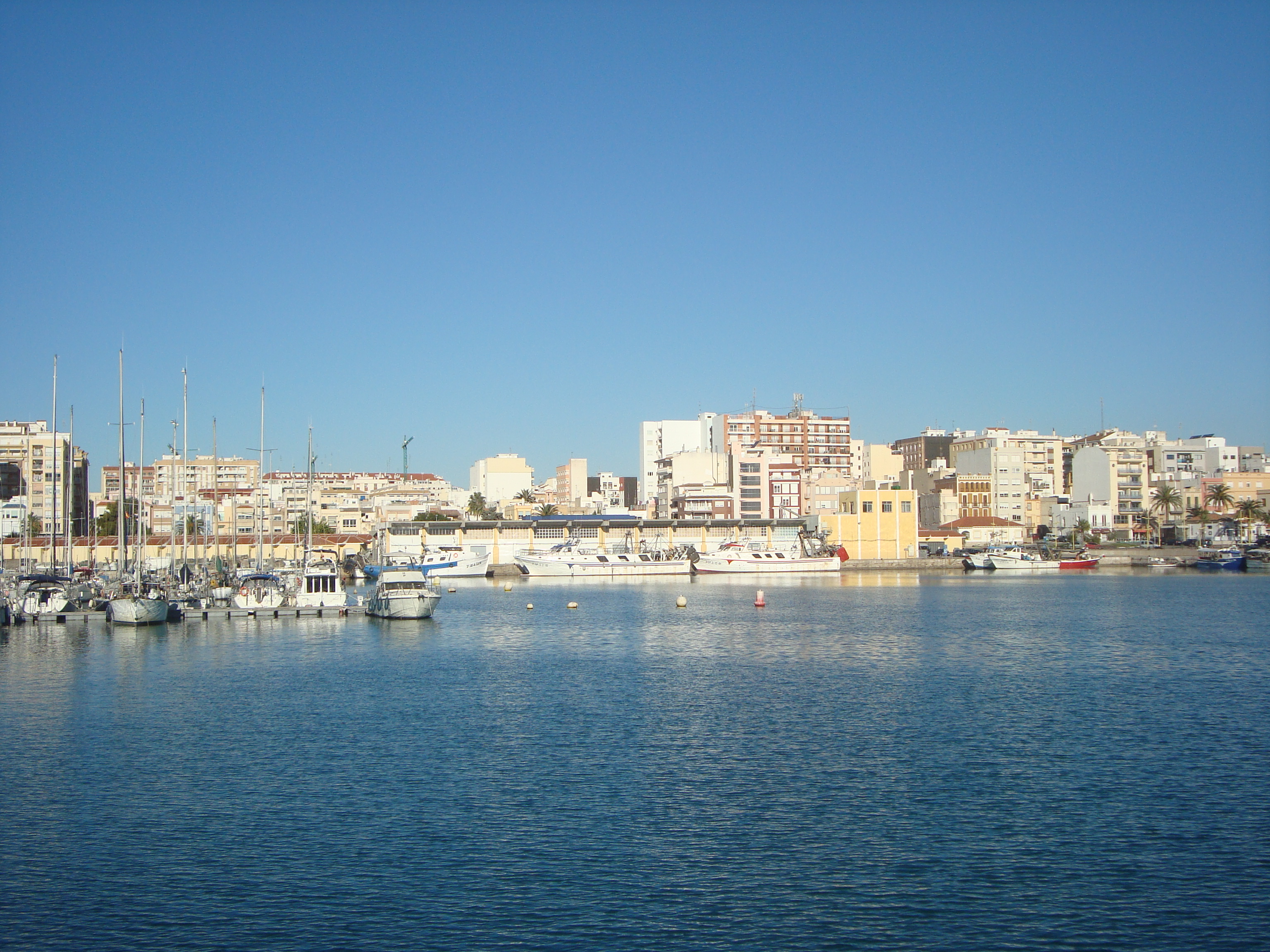
Vinaròs

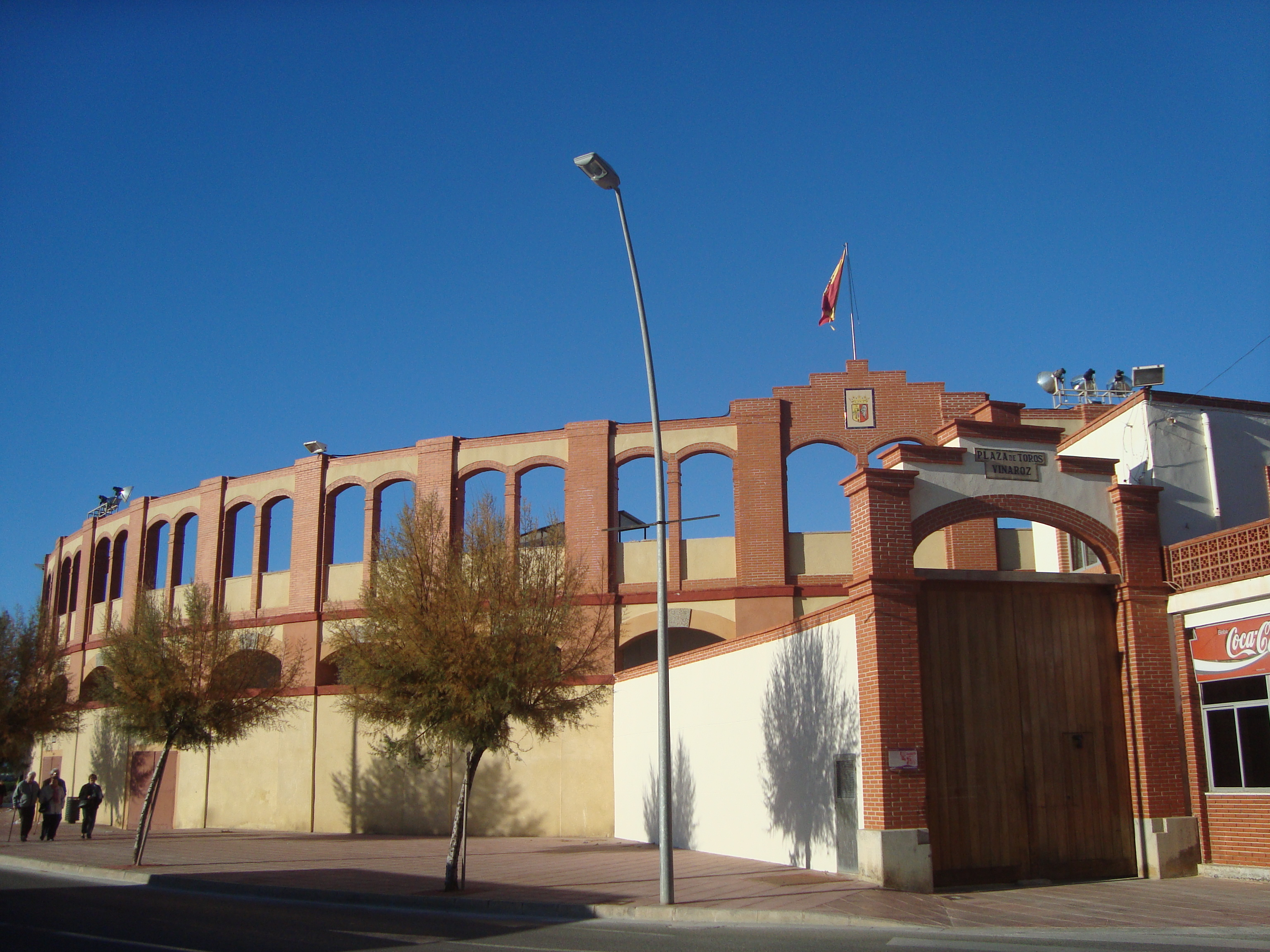
Vinaròs

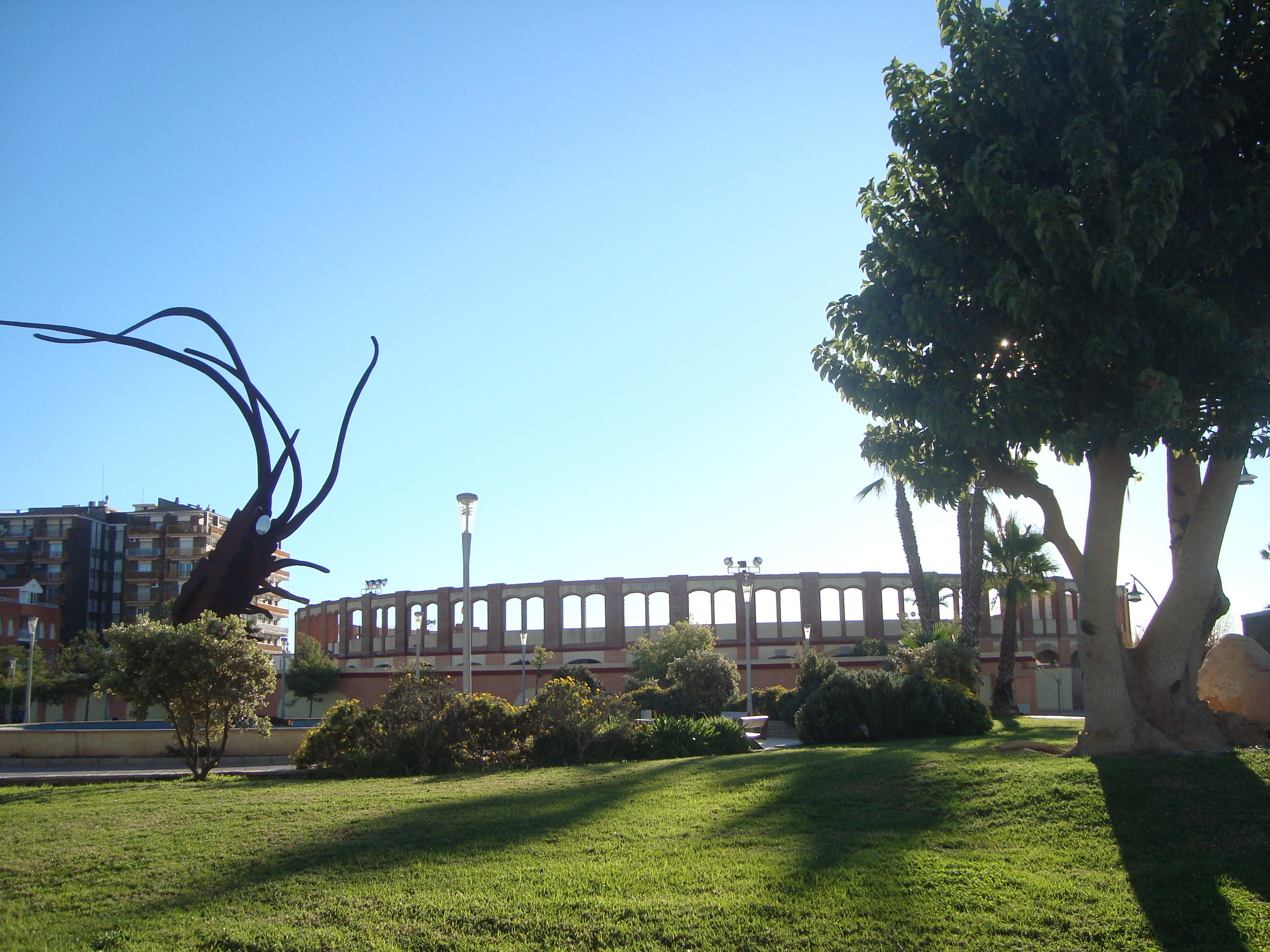
Vinaròs